# Аканф (міфологія)
Аканф (грец. Άκανθος; рідше Акант) — персонаж давньогрецької міфології, син Автоноя, брат Анфа, Схойнея, Аканфілліди і Еродія.
Одного разу кобилиці розшматували іншого сина Автоноя — Анфа. Автоной не прийшов на допомогу Анфу, а його дружина Гіпподамія не змогла дати раду з кобилицями і теж загинула. Зевс разом з Аполлоном проявили милість через жаль, перетворили сім'ю Автоноя разом з Аканфом на різних птахів, Автоноя ж у бугая. 